# Louis François Auguste Souleyet
Louis François Auguste Souleyet (Besse-sur-Issole, 8 gennaio 1811 – Martinica, 7 ottobre 1852) è stato uno zoologo, malacologo e chirurgo di bordo francese.
Souleyet fu il naturalista-chirurgo del viaggio della nave La Bonite, la quale circumnavigò il globo tra il febbraio del 1836 e il novembre del 1837 sotto il comando di Auguste Nicolas Vaillant (1793–1858). Nel Pacifico si dedicò allo studio dei molluschi marini. Dopo la morte di Joseph Fortuné Théodore Eydoux (1802–1841), Souleyet portò a termine la sezione zoologica del rapporto ufficiale del viaggio nel 1852, morendo di febbre gialla in Martinica nello stesso anno.
Classificò numerose specie di molluschi e pesci marini, ma la maggior parte dei nuovi taxa battezzati erano già stati descritti due anni prima da John Edward Gray, il quale latinizzò tutti i nomi comuni pubblicati in un atlante (forse risalente al 1842) dagli stessi Eydoux e Souleyet.
Il suo nome viene commemorato nei nomi scientifici del rampicatore testastriata (Lepidocolaptes souleyetii), descritto da Des Murs, e del gasteropode Protatlanta souleyeti, descritto da Edgar A. Smith nel 1888.